# Ed Sampson
Edward Horace Sampson, detto Ed (Fort Frances, 23 dicembre 1921 – Koochiching County, 26 agosto 1974), è stato un hockeista su ghiaccio statunitense, vincitore della medaglia d'argento olimpica a Cortina d'Ampezzo 1956.
Anche il figlio Gary è stato un giocatore di hockey su ghiaccio, ed anch'egli ha preso parte con la maglia degli Stati Uniti ad un'edizione dei giochi olimpici invernali, Sarajevo 1984.